# Barnens rätt i samhället
Barnens rätt i samhället, förkortat Bris, är en partipolitiskt och religiöst obunden svensk ideell förening som verkar för barns rättigheter i Sverige. Bris bildades 1971 av Gunnel Linde och Berit Hedeby efter det att en treårig flicka hade blivit misshandlad till döds av sin styvfar tidigare under året.

## Verksamhet
Bris är en barnrättsorganisation vars verksamhet utgår från FN:s konvention om barnets rättigheter. Bris är en medlemsorganisation. 
Organisationen är uppbyggd av ett förbundskansli och fem regionkontor: Göteborg, Malmö, Linköping, Stockholm och Umeå. År 2008 gick Riksförbundet och de fem regionsföreningarna ihop till en juridisk enhet. 
Bris gör studier och rapporter utifrån verksamheten och sammanfattar hur barn och ungdomar beskriver sin vardag, sina problem och sin psykiska och fysiska hälsa.

### Stöd till ungdomar
Bris har en öppen stödlinje (116 111), för personer under 18 år, med olika typer av kontaktmöjligheter såsom sms, chatt, mejl och telefon. Den som kontaktar Bris via stödlinjen är anonym och bestämmer över samtalet. Det syns inte heller på telefonräkningen. På Bris mottagningar kan barn prata med en kurator fysiskt.  
På Bris hemsida finns informativa texter och berättelser från ungdomar, vilket fungerar som ett stöd för besökarna. Hemsidan tillhandahåller också information om hur vuxna kan stödja Bris' arbete.
Bris producerar regelbundet forskningsrapporter baserade på informationen de samlar in genom sin verksamhet. Rapporterna undersöker ungdomars upplevelser av sin vardag, deras utmaningar samt deras mentala och fysiska hälsa. Organisationen publicerar även en årlig rapport, Bris-rapporten, som belyser en rad ämnen. På Bris hemsida finns också ett forum där ungdomar kan dela med sig av sina erfarenheter med jämnåriga. Inlägg på forumet granskas av en Bris-kurator innan publicering för att säkerställa en trygg och respektfull miljö.  
Sedan år 2001 har Bris en nationell stödlinje öppen dygnet runt. 

### Stöd till vuxna
När Bris jourtelefon startade var den öppen för både barn och vuxna. Detta ledde till så många samtal att många barn inte kom fram. 1980 startades därför Barnens hjälptelefon, och jourtelefonen blev de vuxnas. 1994 bytte jourtelefonen namn till Bris Vuxentelefon – om barn. Dit kan vuxna vända sig anonymt med frågor kring barn. Samtalen besvaras av kuratorer som ger stöd och eventuellt hjälper till med vart man kan vända sig för ytterligare hjälp.

## Finansiering
Bris finansiering kommer främst från donationer och samarbeten med allmänhet, företag och stiftelser. 
Regeringen har sedan 2023 avsatt 20 miljoner kronor årligen för att möjliggöra en långsiktig finansiering av Bris nationella stödlinje för barn.
Bris har också beviljats ytterligare stöd om 1 miljon kronor under 2023 för en riktad kampanj för att nå ut till fler barn och unga som befinner sig i otrygga miljöer eller riskerar att dras in i kriminalitet.

## Förbundsordförande
- Gunnel Linde (1976–1980)
- Birgitta Strandvik (1983–1984)
- Gunnel Linde (1987–1989)
- Kerstin Thuresson (?–2005)
- Ingela Thalén (2005–2009)
- Lars-Johan Jarnheimer (2009–2013)
- Ulf Spendrup (2013–2017)
- Annabella Kraft (2017–)

## Generalsekreterare
- Göran Harnesk (1999–2011)
- Kattis Ahlström (2012–2015)
- Magnus Jägerskog (2015–)